# Бреретон, Бен
Бе́нджамин Э́нтони Бреретон (англ. Benjamin Anthony Brereton; род. 18 апреля 1999 года, Сток-он-Трент) — английский и чилийский футболист, нападающий клуба «Саутгемптон», на правах аренды выступающий за «Шеффилд Юнайтед», и национальной сборной Чили. Во время игр за сборную Чили использует имя Бен Бреретон Ди́ас на испаноязычный манер, где в имени используются фамилии как отца, так и матери.

## Клубная карьера

### Ранняя карьера
С 7 до 14 лет Бреретон Диас был в молодёжной команде «Манчестер Юнайтед». В 2013 году он перешёл в академию «Сток Сити».

### «Ноттингем Форест»
Бреретон Диас подписал контракт с клубом Чемпионшипа «Ноттингем Форест» летом 2015 года после того, как «Сток Сити» не стал предлагать ему контракт. После впечатляющего выступления за отряд развития «лесников», когда нападающий забил 12 голов в 20 матчах, ему был предложен новый контракт. 31 декабря 2016 года Бреретон поставил свою подпись под новой сделкой. Бреретон Диас дебютировал за первую команду 25 января 2017 года, выйдя на поле на 76-й минуте встречи против «Лидс Юнайтед». Он забил свой первый гол 4 февраля в компенсированное время в ворота «Астон Виллы», этот мяч принёс «Форесту» победу со счётом 2:1.
Сыграв десять матчей и забив по голу «Фулхэму» и «Брентфорду», Бреретон Диас был номинирован на премию «Молодой игрок года в Чемпионшипе». Среди номинантов были также Ллойд Келли из «Бристоль Сити» и Джордж Херст из «Шеффилд Уэнсдей». 9 апреля на вручении наград Английской футбольной лиги было объявлено о том, что победителем стал Бреретон Диас.
22 июня 2017 года футболист подписал долгосрочный контракт с «Ноттингем Форест», согласно которому он должен был работать в клубе до июня 2021 года.

### «Блэкберн Роверс»
28 августа 2018 года Бреретон Диас перешёл в аренду в «Блэкберн Роверс» с правом обязательного выкупа в январе 2019 года. 4 января 2019 года переезд на постоянной основе состоялся за нераскрытую плату, которая, как полагают, составила 7 миллионов фунтов стерлингов.
В сентябре 2021 года Бреретон Диас забил шесть мячей в пяти играх Чемпионшипа, включая хет-трик в ворота «Кардифф Сити», и был назван лучшим игроком месяца.
После своего лучшего сезона в карьере, когда Бреретон Диас забил 22 гола, а «Блэкберн» вёл борьбу за место в плей-офф, клуб воспользовался пунктом в контракте и автоматически продлил договор форварда на 12 месяцев.
В последнем сезоне Бреретон Диас забил 14 голов и сделал 4 передачи в 43 играх, а «Блэкберн» финишировал седьмым, оставшись за пределами зоны плей-офф из-за разницы мячей. В последнем матче сезона Бреретон Диас оформил дубль в ворота «Миллуолл» и помог одержать волевую победу со счётом 4:3. После матча в интервью Sky Sports Бреретон Диас объявил, что покидает «Блэкберн Роверс», и сообщил, что уже подписал предварительный контракт с одним известным клубом.
8 мая 2023 года «Блэкберн Роверс» официально подтвердил, что Бреретон Диас уйдёт летом.

### «Вильярреал»
4 июля 2023 года, после истечения срока контракта с «Блэкберном», клуб Ла Лиги «Вильярреал» объявил о подписании Бреретона Диаса в качестве свободного агента.

## Карьера в сборной
Победитель чемпионата Европы 2017 года среди юношей до 19 лет. На турнире провёл все пять встреч, забил три мяча.
Мама Бена — чилийка, благодаря этому у него была возможность оформить гражданство Чили. В июне 2021 года Мартин Ласарте впервые вызвал Бреретона на матчи сборной Чили отборочного турнира к чемпионату мира 2022. Впоследствии игрок попал в заявку на Кубок Америки 2021.

## Статистика

### Клуб
| Клуб             | Сезон            | Лига             | Лига | Лига | Кубок Англии | Кубок Англии | Кубок Лиги | Кубок Лиги | Другое | Другое | Общее | Общее |
| Клуб             | Сезон            | Дивизион         | Игры | Голы | Игры         | Голы         | Игры       | Голы       | Игры   | Голы   | Игры  | Голы  |
| ---------------- | ---------------- | ---------------- | ---- | ---- | ------------ | ------------ | ---------- | ---------- | ------ | ------ | ----- | ----- |
| Ноттингем Форест | 2016-17          | Чемпионшип       | 18   | 3    | —            | —            | —          | —          | —      | —      | 18    | 3     |
| Ноттингем Форест | 2017-18          | Чемпионшип       | 35   | 5    | 2            | 1            | 2          | 0          | —      | —      | 39    | 6     |
| Ноттингем Форест | Всего            | Всего            | 53   | 8    | 2            | 1            | 2          | 0          | —      | —      | 57    | 9     |
| Блэкберн Роверс  | 2018-19          | Чемпионшип       | 25   | 1    | 2            | 0            | 1          | 0          | —      | —      | 28    | 1     |
| Блэкберн Роверс  | 2019-20          | Чемпионшип       | 15   | 1    | 1            | 0            | 1          | 0          | —      | —      | 17    | 1     |
| Блэкберн Роверс  | 2020-21          | Чемпионшип       | 40   | 7    | 2            | 0            | 1          | 0          | —      | —      | 43    | 7     |
| Блэкберн Роверс  | 2021-22          | Чемпионшип       | 37   | 22   | 0            | 0            | 1          | 0          | —      | —      | 38    | 22    |
| Блэкберн Роверс  | 2022-23          | Чемпионшип       | 43   | 14   | 4            | 1            | 3          | 1          | —      | —      | 50    | 16    |
| Всего            | Всего            |                  | 160  | 45   | 9            | 1            | 7          | 1          | —      | —      | 176   | 47    |
| Всего за карьеру | Всего за карьеру | Всего за карьеру | 213  | 53   | 11           | 2            | 9          | 1          | 0      | 0      | 233   | 56    |

### Сборная
| Сборная | Год   | Игры | Голы |
| ------- | ----- | ---- | ---- |
| Чили    | 2021  | 9    | 3    |
| Чили    | 2022  | 8    | 1    |
| Чили    | 2023  | 1    | 0    |
| Total   | Total | 18   | 4    |

| No. | Дата            | Место                                  | Соперник  | Счёт | Результат | Соревнование                      |
| --- | --------------- | -------------------------------------- | --------- | ---- | --------- | --------------------------------- |
| 1   | 18 июня 2021    | Арена Пантанал, Куяба, Бразилия        | Боливия   | 1-0  | 1-0       | Кубок Америки 2021                |
| 2   | 10 октября 2021 | Сан-Карлос де Апокиндо, Сантьяго, Чили | Парагвай  | 1-0  | 2-0       | Чемпионат Мира 2022, квалификация |
| 3   | 14 Октября 2021 | Сан-Карлос де Апокиндо, Сантьяго, Чили | Венесуэла | 3-0  | 3-0       | Чемпионат Мира 2022, квалификация |
| 4   | 27 января 2022  | Мунисипаль, Калама, Чили               | Аргентина | 1-1  | 1-2       | Чемпионат Мира 2022, квалификация |